# Kiyomi Kato (volley-ball)
Pour les articles homonymes, voir Kiyomi Kato.
Kiyomi Kato (加藤喜代美, Kato Kiyomi), née le 9 mars 1953 dans la préfecture d'Ibaraki (Japon), est une joueuse de volley-ball japonaise.
Elle fait partie de la sélection nationale japonaise sacrée championne olympique aux Jeux d'été de 1976 à Montréal.

## Palmarès
- Jeux olympiques (1)
  - Vainqueur : 1976